# كارولينا غوميز
كارولينا غوميز كوريا (بالإسبانية: Carolina Gómez Correa)‏ وهي ممثلة ومذيعة وعارضة أزياء كولومبية ولدت في يوم 26 فبراير 1974 في مدينة كالي كولومبيا وهي الفائزة بمسابقة ملكة جمال كولومبيا لسنة 1993-1994 والوصيفة الأولى لملكة جمال الكون لسنة 1994.

## روابط خارجية
- كارولينا غوميز على موقع IMDb (الإنجليزية)
- كارولينا غوميز على موقع ألو سيني (الفرنسية)
- كارولينا غوميز على موقع أول موفي (الإنجليزية)
- كارولينا غوميز على موقع قاعدة بيانات الفيلم (الإنجليزية)
- كارولينا غوميز على موقع كينوبويسك (الروسية)
- كارولينا غوميز على موقع كينوبويسك (الروسية)
- كارولينا غوميز على موقع كينوبويسك (الروسية)